# Đường sắt cao tốc khu vực đô thị tuyến B
Đường sắt cao tốc khu vực đô thị tuyến B (Tiếng Hàn: 수도권 광역급행철도 B노선 Sudogwon Gwangyeok Geuphaeng Cheoldo B noseon) là tuyến tàu tốc hành khu vực đô thị dự kiến kết nối Ga Maseok ở Namyangju-si, Gyeonggi-do và Ga Songdo (Ga Đại học Incheon) ở Thành phố quốc tế Songdo, Yeonsu-gu, Incheon. Đoạn giữa Maseok ~ Cheongnyangni được dùng chung với Tuyến Gyeongchun và Tuyến Jungang.

## Thông tin tuyến đường
- Tên tuyến đường: Đường sắt cao tốc khu vực đô thị tuyến B[1]
- Số tuyến: chưa quyết định
- Khoảng cách tuyến đường: 48,7 km
- Tổ chức điều hành: chưa quyết định
- Khổ: 1.435mm (Khổ tiêu chuẩn)
- Cách di chuyển: Giao thông bên trái
- Số ga: 13
- Thiết bị bảo mật: ATP
- Phương tiện vận hành: Tàu SG Rail số B00

## Lịch sử
- 2017: Bắt đầu nghiên cứu khả thi sơ bộ
- 21 tháng 8 năm 2019: Thông qua nghiên cứu khả thi sơ bộ
- Cuối năm 2022: Thiết kế cơ sở và khởi công xây dựng
- Cuối năm 2027: Hoàn thành

## Ga
Đây là thông báo của Bộ Đất đai, Cơ sở hạ tầng và Giao thông vận tải vào ngày 7 tháng 7 năm 2017 và có thể thay đổi trong tương lai.
| Tuyến                            | Số ga | Tên ga                   | Tên ga         | Tên ga         | Chuyển tuyến                                             | Khoảng cách | Tổng khoảng cách | Vị trí      | Vị trí          |
| Tuyến                            | Số ga | Tiếng Anh                | Hangul         | Hanja          | Chuyển tuyến                                             | Khoảng cách | Tổng khoảng cách | Vị trí      | Vị trí          |
| -------------------------------- | ----- | ------------------------ | -------------- | -------------- | -------------------------------------------------------- | ----------- | ---------------- | ----------- | --------------- |
| GTX-B                            |       | Đại học Quốc gia Incheon | 인천대입구     | 仁川大入口     | (I136)                                                   |             | 0.0              | Incheon     | Yeonsu-gu       |
| GTX-B                            |       | Tòa thị chính Incheon    | 인천시청       | 仁川市廳       | (I124) (I221)                                            |             | 10.14            | Incheon     | Namdong-gu      |
| GTX-B                            |       | Bupyeong                 | 부평           | 富平           | (152) (I120)                                             |             | 14.81            | Incheon     | Bupyeong-gu     |
| GTX-B                            |       | Sân vận động Bucheon     | 부천종합운동장 | 富川綜合運動場 | (752) (S15)                                              |             | 22.46            | Gyeonggi-do | Bucheon-si      |
| GTX-B                            |       | Sindorim                 | 신도림         | 新道林         | (140) (234)                                              |             | 31.55            | Seoul       | Guro-gu         |
| GTX-B                            |       | Yeouido                  | 여의도         | 汝矣島         | (526) (915)                                              |             | 34.98            | Seoul       | Yeongdeungdo-gu |
| GTX-B                            |       | Yongsan                  | 용산           | 龍山           | (135) (K110)                                             |             | 39.45            | Seoul       | Yongsan-gu      |
| GTX-B                            |       | Seoul                    | 서울           |                | (133) (426) (P313) (A01) (X106) Tuyến Sinansan (Dự kiến) |             | 42.53            | Seoul       | Jung-gu         |
| Tuyến Gyeongchun · Tuyến Jungang |       | Cheongnyangni            | 청량리         | 淸凉里         | (124) (K117) (K209) (K117) GTX-C (Dự kiến)               |             | 50.99            | Seoul       | Dongdaemun-gu   |
| Tuyến Gyeongchun · Tuyến Jungang |       | Sangbong                 | 상봉           | 上峯           | (K120) (720)                                             |             | 54.90            | Seoul       | Jungnang-gu     |
| Tuyến Gyeongchun                 |       | Byeollae                 | 별내           | 別內           | (P124) (804)                                             |             | 61.56            | Gyeonggi-do | Namyangju-si    |
| Tuyến Gyeongchun                 |       | Wangsuk                  | 왕숙           | 王宿           | Tuyến Gyeongchun Tuyến 9 GTX-F                           |             | 64.89            | Gyeonggi-do | Namyangju-si    |
| Tuyến Gyeongchun                 |       | Pyeongnae–Hopyeong       | 평내호평       | 坪內好坪       | (P128)                                                   |             | 73.94            | Gyeonggi-do | Namyangju-si    |
| Tuyến Gyeongchun                 |       | Maseok                   | 마석           | 磨石           | (P130)                                                   |             | 80.30            | Gyeonggi-do | Namyangju-si    |
| Tuyến Gyeongchun                 |       | Gapyeong                 | 가평           | 加平           | (P134)                                                   |             | 107.10           | Gyeonggi-do | Gapyeong-gun    |
| Tuyến Gyeongchun                 |       | Chuncheon                | 춘천           | 春川           | (P140)                                                   |             | 136.00           | Gangwon     | Chuncheon-si    |

- Depot: Depot Dangarae